# Philipp Perissutti
Philipp Perissutti (* 9. Juli 1991 in Graz) ist ein österreichischer Badmintonspieler. 

## Karriere
Erste Erfolge feierte er bei den steirischen Nachwuchs-Landesmeisterschaften, bei denen er 2007 alle drei möglichen Titel in der U17 und ein Jahr später alle drei Titel in der U19 gewann. 2009 und 2010 gelang ihm das Triple dann auch bei den Erwachsenen. 2009 konnte er sich auf nationaler Ebene bis ins Viertelfinale der österreichischen Meisterschaft im Doppel vorspielen. Ein Jahr später stand er im sowohl im Doppel als auch im Mixed im Viertelfinale und dazu im Einzel im  Achtelfinale. Im letztgenannten Jahr gelang ihm auch sein bisher größter Erfolg, als er mit seinem Team ATSE Attention Graz österreichischer Vizemeister wurde. 
Von August bis Dezember 2010 trainierte Philipp Perissutti im Heeresleistungssportzentrum Wien-Südstadt.

## Turniersiege

### Saison 2009 / 2010
- Steirischer Landesmeister Einzel, Weiz
- Steirischer Landesmeister Doppel, Weiz
- Steirischer Landesmeister Mixed, Weiz

### Saison 2008 / 2009
- Steirischer Landesmeister Einzel, Weiz
- Steirischer Landesmeister Doppel, Weiz
- Steirischer Landesmeister Mixed, Weiz
- Österreichischer Jugendmannschaftsmeister, Klagenfurt

### Saison 2007 / 2008
- Steirischer Landesmeister U19 Einzel, Judenburg
- Steirischer Landesmeister U19 Doppel, Judenburg
- Steirischer Landesmeister U19 Mixed, Judenburg

### Saison 2006 / 2007
- Steirischer Landesmeister U17 Einzel, Judenburg
- Steirischer Landesmeister U17 Doppel, Judenburg
- Steirischer Landesmeister U17 Mixed, Judenburg

## Weitere sportliche Erfolge

### Saison 2019 / 2020
- 2. Platz (Doppel) Steirische Landesmeisterschaft
- 2. Platz (Mixed) Steirische Landesmeisterschaft

### Saison 2010 / 2011
- 1/4 Finale (Doppel), Slovak Open (Presov)
- 3. Platz (Einzel) Staatsmeisterschaften U22

### Saison 2009 / 2010
- 2. Platz (Doppel), EBJC Orlova (Tschechien)
- 3. Platz (Einzel), EBJC Poreč (Kroatien)
- 3. Platz (Doppel), EBJC Lausanne (Schweiz)

- 3. Platz (Einzel, Doppel, Mixed) Staatsmeisterschaften U19
- 3. Platz (Doppel) Staatsmeisterschaften U22

### Saison 2008 / 2009
- 3. Platz (Doppel, Mixed) Staatsmeisterschaften U19

### Saison 2007 / 2008
- 8. Platz U17 Team-Europameisterschaft, Istanbul
- 2. Platz (Doppel, Mixed) Staatsmeisterschaften U17

### Saison 2019 / 2020
- 2. Platz (Doppel) Steirische Landesmeisterschaft
- 2. Platz (Mixed) Steirische Landesmeisterschaft

## Mannschaftserfolge

### Saison 2014 / 2015
- Meister 2. österreichische Bundesliga (Badminton Club Montfort Feldkirch)

### Saison 2013 / 2014
- Meister 2. österreichische Bundesliga (Badminton Club Montfort Feldkirch)

### Saison 2011 / 2012
- Vizemeister 2. österreichische Bundesliga (ATSE Attention Graz)

### Saison 2010 / 2011
- Meister 2. österreichische Bundesliga (ATSE Attention Graz)

### Saison 2009 / 2010
- Vizemeister 2. österreichische Bundesliga (ATSE Attention Graz)

### Saison 2008 / 2009
- 6. Platz 2. österreichische Bundesliga (ATSE Attention Graz)

## Bestes BWF World Ranking
- Einzel: 768 (17. März 2011)
- Doppel: 328 (22. September 2011)